# Adiantum poiretii
Adiantum poiretii är en kantbräkenväxtart som beskrevs av Johan Emanuel Wikström. Adiantum poiretii ingår i släktet Adiantum och familjen Pteridaceae. Inga underarter finns listade.

## Bildgalleri

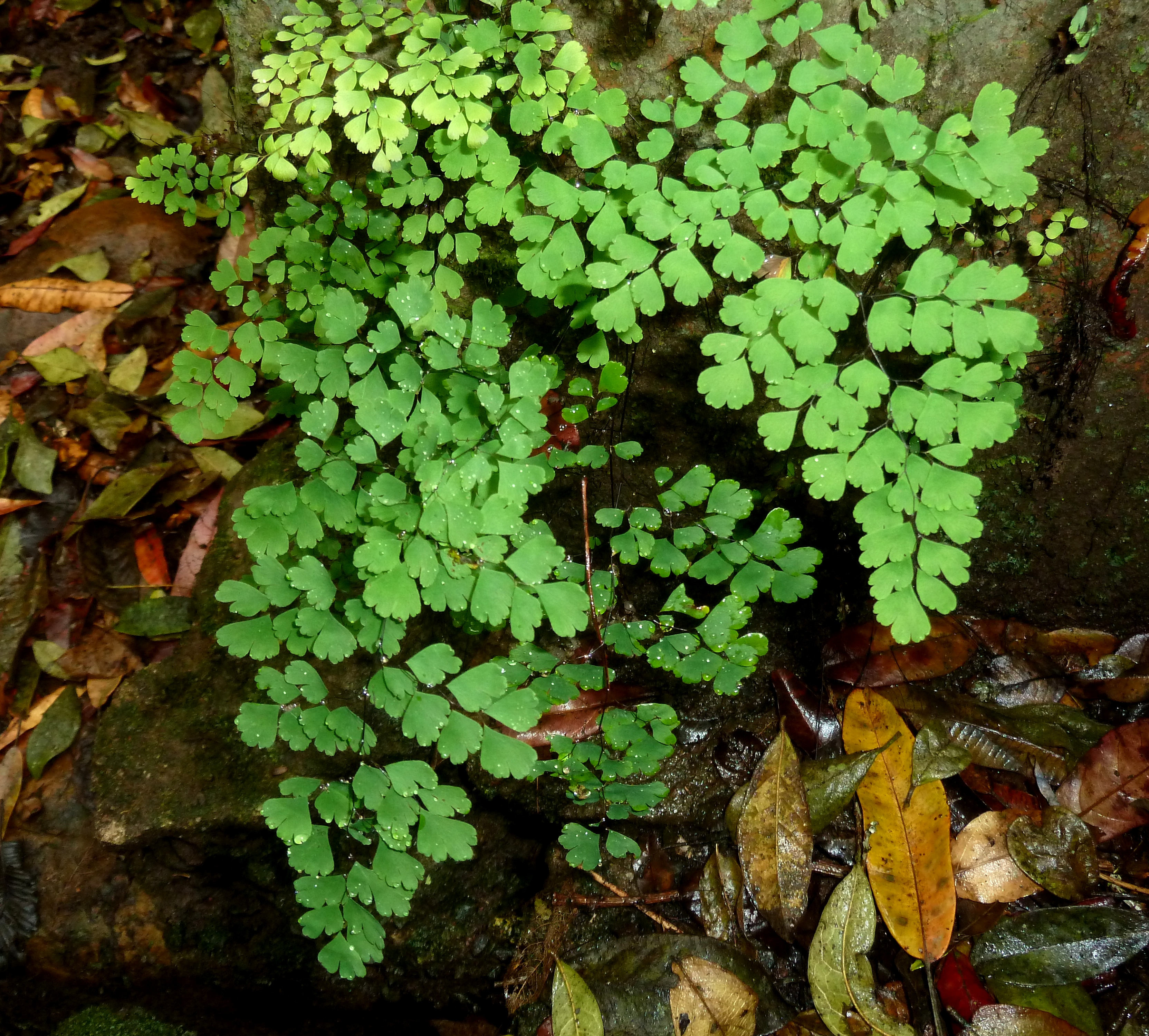
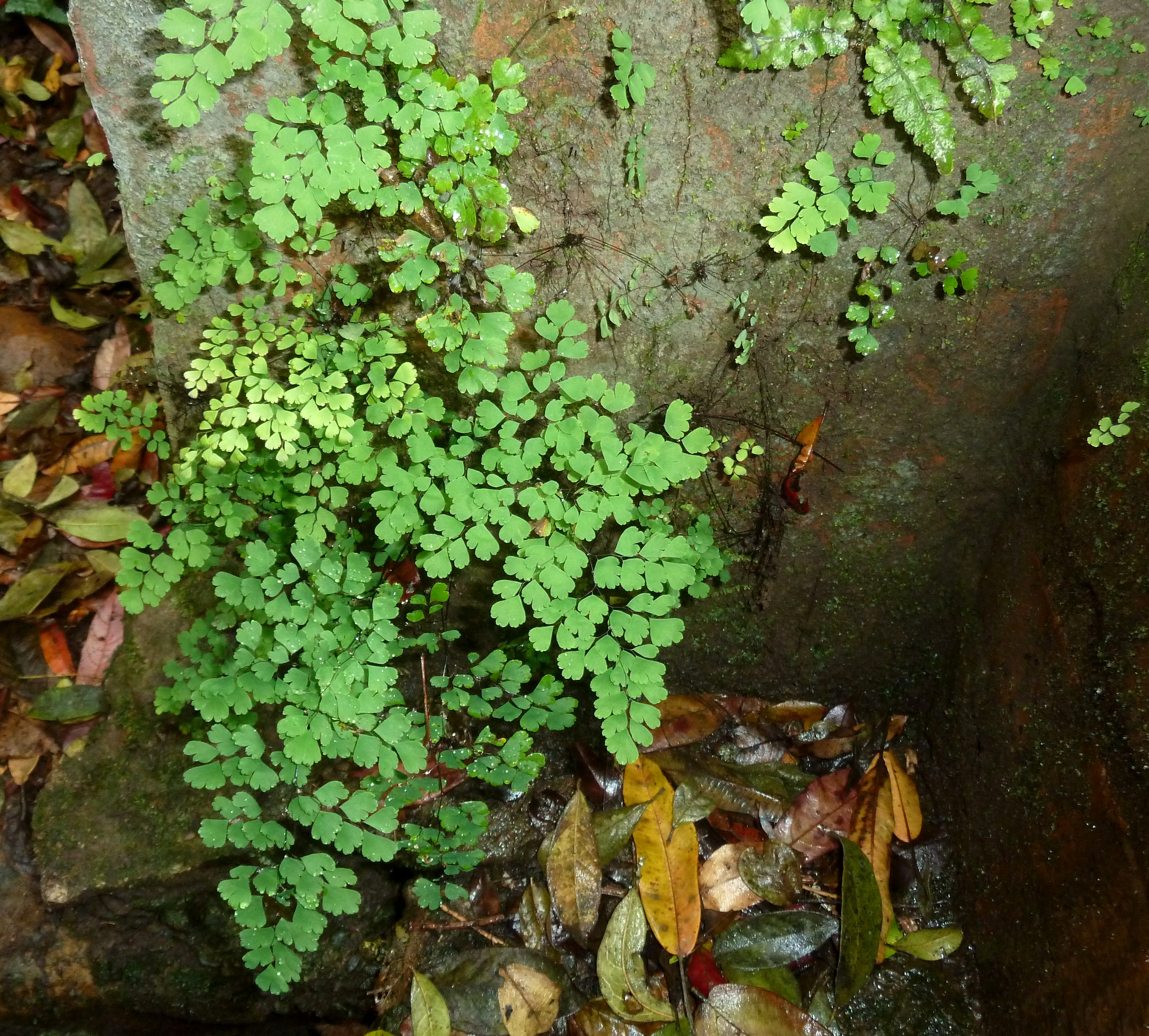
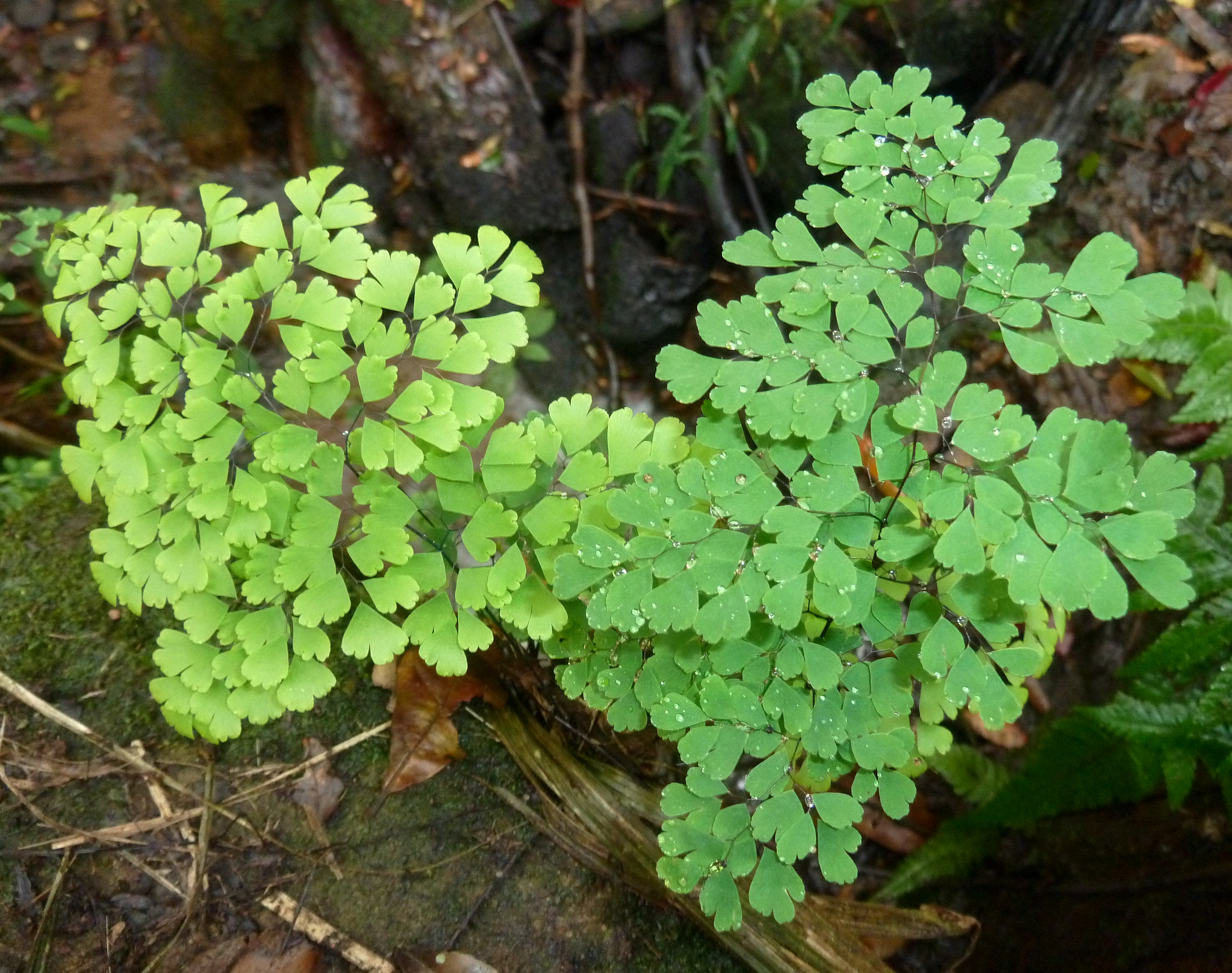